# Port lotniczy São Pedro
Port lotniczy Sao Pedro – port lotniczy zlokalizowany w miejscowości São Pedro, na wyspie São Vicente (Republika Zielonego Przylądka).

## Kierunki lotów i linie lotnicze
| Linia Lotnicza      | Kierunek                                              |
| ------------------- | ----------------------------------------------------- |
| Bestfly Cabo Verde  | 1. Praia 2. Sal 3. São Nicolau                        |
| Cabo Verde Airlines | 1. Lizbona 2. Paryż-Charles de Gaulle 3. Praia 4. Sal |
| Luxair              | Sezonowo: 1. Luksemburg                               |
| TAP Portugal        | 1. Lizbona                                            |
| Transavia.com       | Sezonowo: 1. Paryż-Orly                               |
| TUI fly Netherlands | 1. Amsterdam                                          |